# 布里森湖 (達默-施普雷瓦爾德縣)

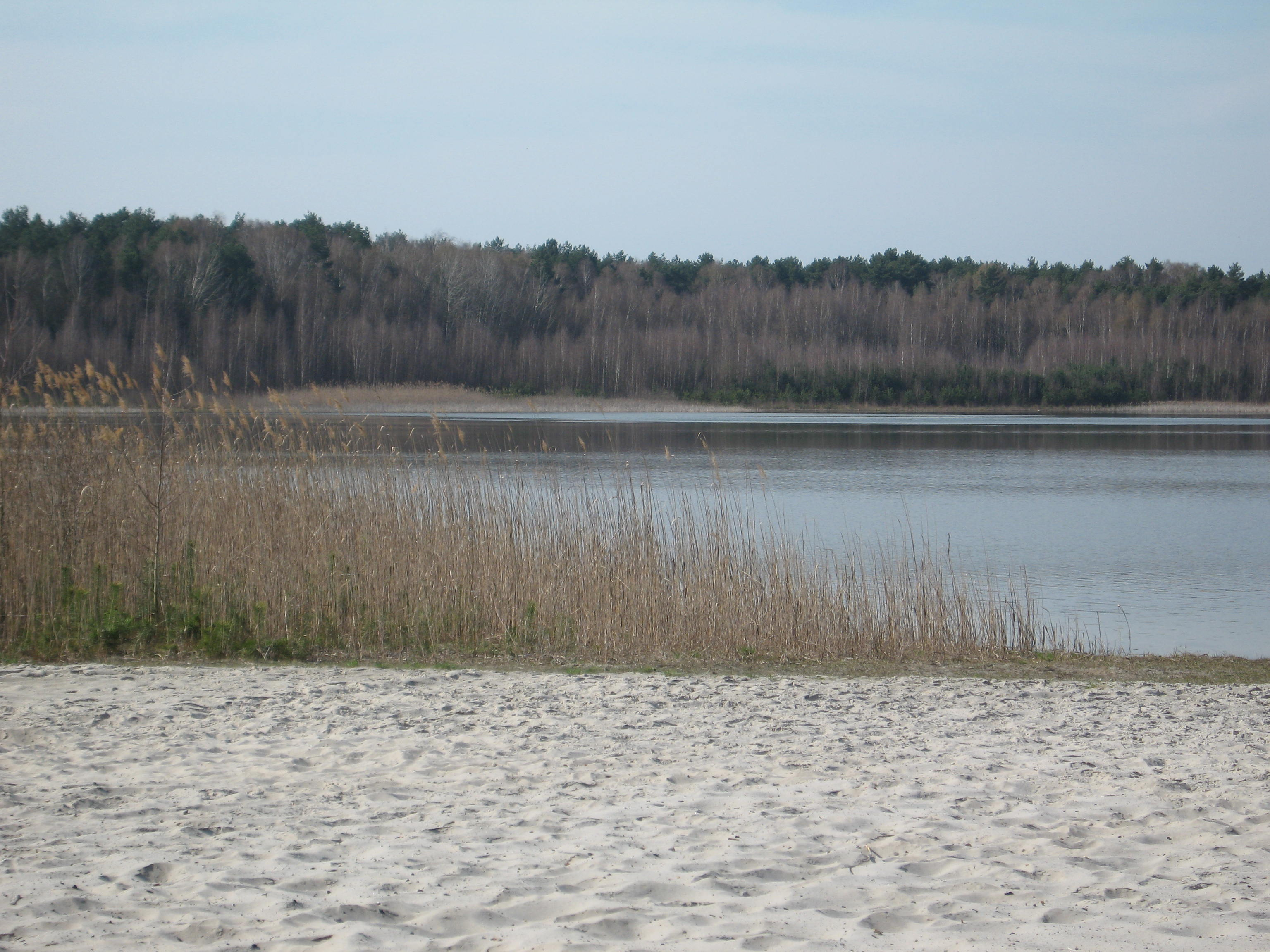

51°58′05″N 14°01′17″E / 51.967977°N 14.021370899999965°E
布里森湖（德語：Briesener See），是德國的湖泊，位於該國東北部，由勃蘭登堡州負責管轄，處於達默-施普雷瓦爾德縣，面積0.54平方公里，平均水深1.7米，最大水深3.8米。